# Michael Hirte

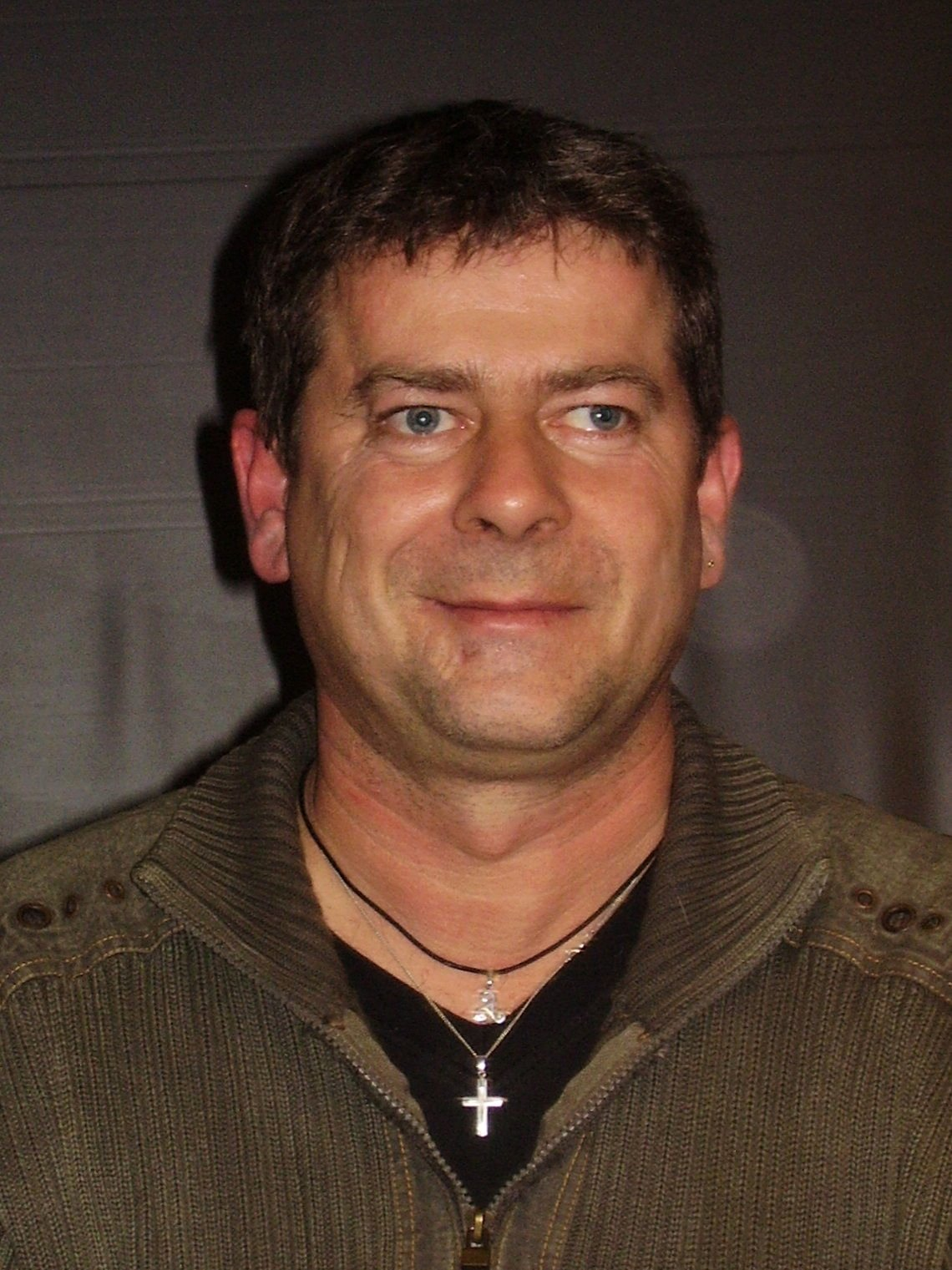
Michael Hirte (2008)

Michael Hirte (* 10. Oktober 1964 in Spremberg) ist ein deutscher Mundharmonikaspieler. Er ging als Sieger aus der zweiten Staffel der Castingshow Das Supertalent hervor, die im Oktober und November 2008 vom Fernsehsender RTL ausgestrahlt wurde.

## Leben
Michael Hirte wuchs in Lübbenau/Spreewald auf und lebte im Ortsteil Kartzow von Potsdam. Bis 2011 wohnte er in Düren-Merken. Später wohnte er in Bad Klosterlausnitz und Eisenberg. Heute lebt er mit seiner dritten Frau Sandra in Teuchern. Er arbeitete bis zu einem schweren Unfall 1991, bei dem er auf dem rechten Auge erblindete und ein steifes Bein bekam, als Lkw-Fahrer. Nach seinem zweimonatigen Koma lebte Hirte zunächst von Gelegenheitsarbeiten und war zuletzt als Seniorenbetreuer tätig. Krankheitsbedingt musste er diesen Beruf aufgeben und war ab 2004 arbeitslos. Nebenbei arbeitete er vor dem Wettbewerb als Straßenmusiker. Durch Begegnungen mit überzeugten Christen wandte sich Hirte dem christlichen Glauben zu und ließ sich im Jahr 2000 in der Baptistengemeinde Potsdam taufen. Am 30. November 2008 wurde er nach seinem Auftritt mit dem Titel Ave Maria mit über 72 Prozent der Stimmen zum „Supertalent 2008“ gewählt. Bereits kurz nach seinem Sieg boten ihm die Band Puhdys eine gemeinsame Tournee und der Mundharmonika-Hersteller Hohner einen Werbevertrag an.
Am 5. Dezember 2008 erschien Michael Hirtes erstes Album mit dem Titel Der Mann mit der Mundharmonika. Es erreichte sofort im gesamten deutschsprachigen Raum die Spitze der Albencharts. In der Jahreshitparade 2009 erreichte es Platz 20 in Deutschland und Platz 6 in Österreich. Am 16. Februar 2009 veröffentlichte er seine Autobiographie Der Mann mit der Mundharmonika im Heyne-Verlag, am 2. Mai 2009 folgte das Album Der Mann mit der Mundharmonika 2, das in Österreich Platz 1 und in Deutschland Platz 2 erreichte. Für die Weihnachtszeit 2009 brachte Hirte sein drittes Album Einsamer Hirte & die schönsten Weihnachtslieder heraus. Es erreichte Platz 4 in Deutschland und Platz 3 in Österreich. Am 13. Dezember 2009 strahlte RTL eine einstündige biographische Sendung mit dem Titel Das Supertalent Spezial: Michael Hirte – Der Mann mit der Mundharmonika aus. Bis heute ist Hirte regelmäßig in Volksmusiksendungen zu sehen. Am 19. Dezember 2010 überreichte ihm Dieter Bohlen bei dem Finale der vierten Staffel von Das Supertalent eine fünffache Goldene Schallplatte.
Am 13. Oktober 2012 machte Michael Hirte seiner Managerin und Freundin Jenny Grebe in der Herbstshow der Überraschungen von Florian Silbereisen einen Heiratsantrag, der von ihr bejaht wurde. Die Trauung fand am 20. Oktober 2015 statt. Sie haben einen Sohn (* 2011) und eine Tochter (* 2013). Im Dezember 2016 gab Hirte die Trennung von seiner Frau bekannt. Zehn Monate später erfolgte die Scheidung. Seit 2015 ist Michael Hirte Schirmherr der Kraftfahrer-Initiative Bewegen mit Herz.

## Diskografie
Studioalben

| Jahr | Titel Musiklabel                                         | Höchstplatzierung, Gesamtwochen, AuszeichnungChartplatzierungen (Jahr, Titel, Musiklabel, Platzierungen, Wochen, Auszeichnungen, Anmerkungen) | Höchstplatzierung, Gesamtwochen, AuszeichnungChartplatzierungen (Jahr, Titel, Musiklabel, Platzierungen, Wochen, Auszeichnungen, Anmerkungen) | Höchstplatzierung, Gesamtwochen, AuszeichnungChartplatzierungen (Jahr, Titel, Musiklabel, Platzierungen, Wochen, Auszeichnungen, Anmerkungen) | Anmerkungen                                                |
| Jahr | Titel Musiklabel                                         | DE | AT | CH | Anmerkungen                                                |
| ---- | -------------------------------------------------------- | --- | --- | --- | ---------------------------------------------------------- |
| 2008 | Der Mann mit der Mundharmonika Columbia Records          | DE1 ×3Dreifachplatin · (24 Wo.)DE | AT1 Platin · (27 Wo.)AT | CH1 Gold · (20 Wo.)CH | Erstveröffentlichung: 5. Dezember 2008 Verkäufe: + 635.000 |
| 2009 | Der Mann mit der Mundharmonika 2 Columbia Records        | DE2 Gold · (26 Wo.)DE | AT1 Gold · (20 Wo.)AT | CH8 (11 Wo.)CH | Erstveröffentlichung: 2. Mai 2009 Verkäufe: + 110.000      |
| 2010 | Die schönsten Filmmelodien Columbia Records              | DE22 (12 Wo.)DE | AT31 (10 Wo.)AT | CH33 (5 Wo.)CH | Erstveröffentlichung: 15. Oktober 2010                     |
| 2011 | Der Mann mit der Mundharmonika 3 Columbia Records        | DE47 (3 Wo.)DE | AT24 (7 Wo.)AT | CH58 (3 Wo.)CH | Erstveröffentlichung: 21. Oktober 2011                     |
| 2012 | Liebesgrüße auf der Mundharmonika Telamo                 | DE18 Gold · (14 Wo.)DE | AT34 (3 Wo.)AT | CH67 (5 Wo.)CH | Erstveröffentlichung: 5. Oktober 2012 Verkäufe: + 100.000  |
| 2014 | Traumreise auf der Mundharmonika Telamo                  | DE30 (2 Wo.)DE | AT66 (1 Wo.)AT | — | Erstveröffentlichung: 21. März 2014                        |
| 2015 | Sehnsuchtsmelodien – Die größten Hits zum Träumen Telamo | DE16 (4 Wo.)DE | AT51 (1 Wo.)AT | CH99 (1 Wo.)CH | Erstveröffentlichung: 23. Oktober 2015                     |
| 2017 | Ave Maria – Lieder für die Seele Telamo                  | DE60 (1 Wo.)DE | — | CH92 (2 Wo.)CH | Erstveröffentlichung: 13. Oktober 2017                     |
| 2018 | Duette Telamo                                            | — | — | — | Erstveröffentlichung: 11. Mai 2018                         |
| 2019 | Unsere schöne Heimat Telamo                              | — | — | — | Erstveröffentlichung: 15. November 2019                    |

## Auszeichnungen und Nominierungen
Auszeichnungen
- 2009: Goldene Henne in der Kategorie Leserpreis Musik
- 2010: Krone der Volksmusik in der Kategorie Erfolgreichster Instrumentalsolist
- 2014: smago! Award für Erfolgreichster Instrumentalist der letzten 6 Jahre

Nominierungen
- 2009: Echo Pop in der Kategorie Künstler des Jahres (national)
- 2010: Echo Pop in der Kategorie Künstler des Jahres (national)
- 2013: Echo Pop in der Kategorie Volkstümliche Musik